# Honda T360
L'Honda T360 era un piccolo veicolo commerciale pick-up prodotto dalla Honda. Venne presentato nel 1963 e la sua produzione continuò fino al 1967. Date le sue caratteristiche entrava a pieno diritto nella fascia dei veicoli keicar che godevano di agevolazioni fiscali particolari.
Il veicolo era dotato infatti di un motore da 356 cm³ che forniva 30 hp (22 kW). Tra il 1964 e il 1967 venne realizzata anche una versione dotata di un motore da 531 cm³, il T500, con potenza di 38 hp (28 kW).
Il T360 venne prodotto, oltre che come pick-up, con pianale posteriore (T360F), come il precedente ma con sponde ribaltabili (T360H) e con carrozzeria furgonata (T360V).
Dal T360 verranno prodotti 108.920 esemplari mentre saranno 10.226 i T500 venduti.